# Mark Gordon (chính trị gia)
Mark Gordon (sinh ngày 14 tháng 3 năm 1957) là một chính trị gia người Mỹ. Ông hiện là Thống đốc thứ 33 của tiểu bang Wyoming. Ông nguyên là Bộ trưởng Ngân khố Wyoming từ 2012 – 2019, được bổ nhiệm bởi Thống đốc Matt Mead để kế nhiệm Joseph Meyer, nguyên Bộ trưởng Ngân khố tiểu bang qua đời vì ung thư. Ông là Đảng viên Đảng Cộng hòa, học vị Cử nhân Nghệ thuật, chính trị gia bảo thủ. Ông đã vượt qua đối thủ ứng viên Dân chủ trong tổng tuyển cử 2018 với tỷ lệ cách biệt 67,1–27,5%.

## Xuất thân, giáo dục và thời kỳ đầu
Mark Gordon sinh ra ở thành phố New York, New York, Đông Bắc Hoa Kỳ, là con trai của Catherine (Andrews) và Crawford Gordon, chủ trang trại tại thị trấn Kaycee, quận Johnson, phía bắc Wyoming. Ông được nuôi nấng trưởng thành trong Trang trại Gordon, trang trại liên kết với hãng sản xuất nông nghiệp 48 Ranch Partnership ở Kaycee. Thời thanh niên, ông tới quận Addison, Vermont để theo học Đại học Middlebury, nhận bằng Cử nhân Nghệ thuật.
Năm 2008, Mark Gordon là một ứng cử viên không thành công trong Đảng Cộng hòa trong bầu cử sơ bộ nội bộ đảng cho vị trí Hạ nghị sĩ Hạ viện Hoa Kỳ, đại diện khu bầu cử Quốc hội lơn của tiểu bang Wyoming, được kiểm soát bởi Cynthia Lummis, một cựu Bộ trưởng Ngân khố tiểu bang và người vợ của một cựu Hạ nghị sĩ Dân chủ tiểu bang Alvin Wiederspahn. Trong thời kỳ này, cựu Thượng nghị sĩ Hoa Kỳ Alan K. Simpson từ Cody, quận Park, Wyoming, được coi là một Đảng viên Cộng hòa ôn hòa, đã hỗ trợ sự ứng cử của Mark Gordon nhưng không tán thành hoàn toàn vì ông cũng thân thiện với Cynthia Lummis. Cựu Thượng nghị sĩ Hoa Kỳ Malcolm Wallop cũng như cựu chính trị gia Wyoming Joseph B. Meyer, người đang giữ chức Bộ trưởng Ngân khố tiểu bang vào thời điểm đó tán thành Mark Gordon. Trong giai đoạn đầu, Mark Gordon đã nhận được sự tán thành của hai tờ báo nổi tiếng nhất trên toàn tiểu bang của Wyoming, The Casper Star-Tribune và Wyoming Tribune Eagle. Mặc dù các cuộc thăm dò ý kiến và lợi thế tài chính vẫn thuộc về ông trong chiến dịch chính, nhưng ông đã để mất đề cử vào tay Cynthia Lummis.

## Sự nghiệp

### Bộ trưởng Ngân khố Wyoming
Mark Gordon là Bộ trưởng Ngân khố của Wyoming từ năm 2012 đến năm 2019. Ông tuyên thệ nhậm chức thủ quỹ vào ngày 1 tháng 11 năm 2012, bởi Thẩm phán Tòa án Tối cao Wyoming William Hill, sau khi được Thống đốc Matt Mead lựa chọn. Ông được bầu làm thủ quỹ đầy đủ nhiệm kỳ vào năm 2014.

### Thống đốc Wyoming
Mark Gordon đã từ chối tranh cử cho ghế Hạ nghị sĩ Hoa Kỳ của Cynthia Lummis trong Hạ viện Hoa Kỳ vào năm 2016, người mà ông đã tranh cử vào năm 2008, và thay vào đó tranh cử vào vị trí Thống đốc Wyoming vào năm 2018. Ông đã giành chiến thắng trong cuộc bầu cử sơ bộ của Đảng Cộng hòa vào ngày 21 tháng 8 và cuộc tổng tuyển cử vào ngày 6 tháng 11, đánh bại ứng viên Dân chủ Mary Throne. Ông tuyên thệ nhậm chức Thống đốc vào ngày 7 tháng 1 năm 2019, lãnh đạo toàn diện tiểu bang.
Từ 2020, với hoàn cảnh Đại dịch COVID-19 lây truyền khắp thế giới, Mark Gordon có nhiệm vụ chỉ huy chống dịch ở tiểu bang Wyoming. Trong bối cảnh số ca nhiễm coronavirus tăng đột biến vào tháng 11 năm 2020, Mark Gordon đã áp đặt một số hạn chế đối với các cuộc tụ tập công cộng trong nhà và ngoài trời. Ông đã không ban hành các quy định về khẩu trang trên toàn tiểu bang, thực hiện lệnh giới nghiêm hoặc tạm thời đóng cửa bất kỳ cơ sở kinh doanh nào.

## Lịch sử tranh cử

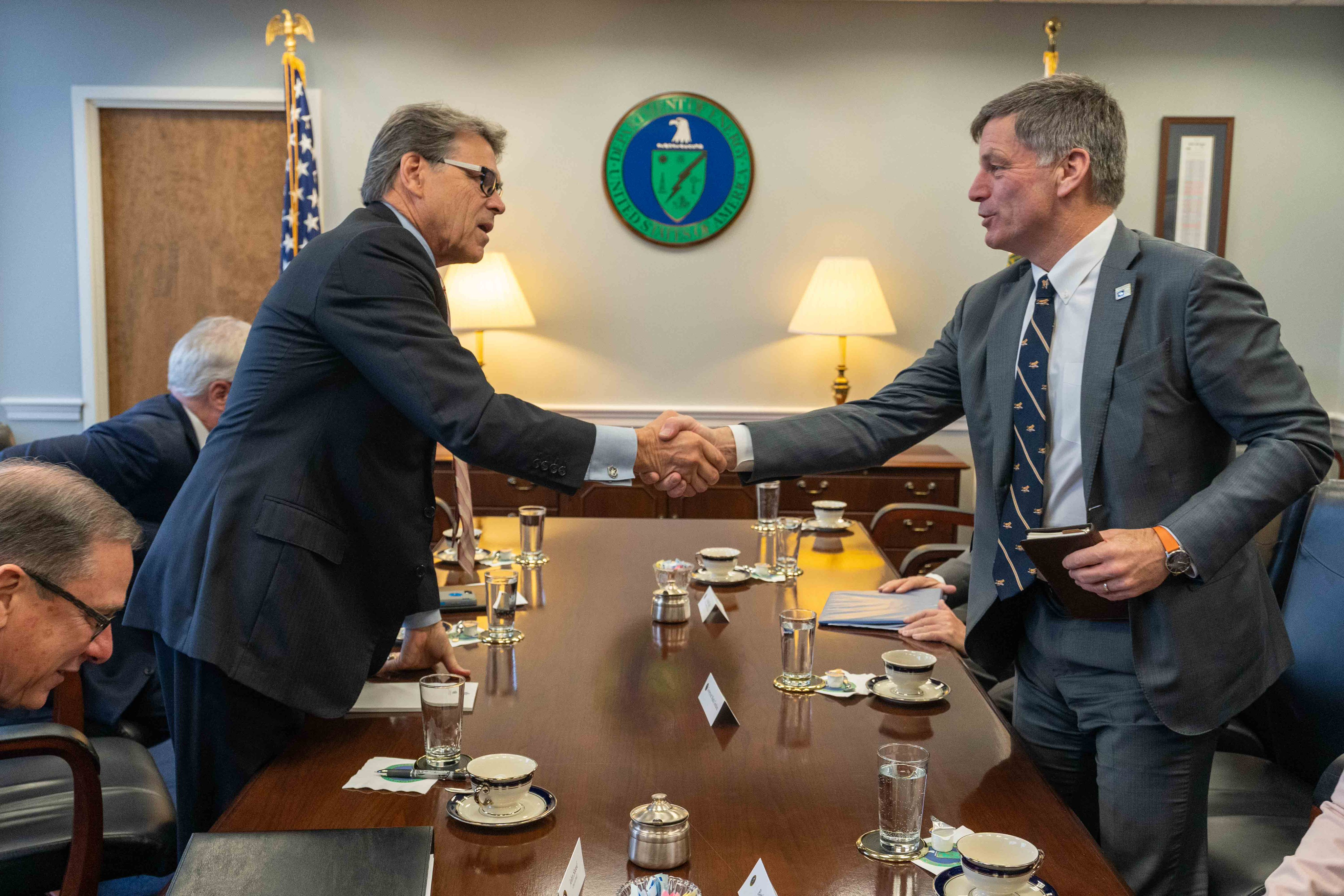
Bộ trưởng Năng lượng Rick Perry và Mark Gordon năm 2019.

| Đảng          | Đảng          | Thành viên      | Phiếu bầu | %     |
| ------------- | ------------- | --------------- | --------- | ----- |
|               | Cộng hòa      | Mark Gordon     | 38,951    | 33,0  |
|               | Cộng hòa      | Foster Friess   | 29,842    | 25,3  |
|               | Cộng hòa      | Harriet Hageman | 25,052    | 21,2  |
|               | Cộng hòa      | Sam Galeotos    | 14,554    | 12,3  |
|               | Cộng hòa      | Taylor Haynes   | 6,511     | 5,5   |
|               | Cộng hòa      | Bill Dahlin     | 1,763     | 1.5   |
| Tổng số phiếu | Tổng số phiếu | Tổng số phiếu   | 118,101   | 100.0 |

| Tổng tuyển cử Thống đốc Wyoming năm 2018 | Tổng tuyển cử Thống đốc Wyoming năm 2018 | Tổng tuyển cử Thống đốc Wyoming năm 2018 | Tổng tuyển cử Thống đốc Wyoming năm 2018 | Tổng tuyển cử Thống đốc Wyoming năm 2018 | Tổng tuyển cử Thống đốc Wyoming năm 2018 |
| Đảng                                     | Đảng                                     | Ứng cử viên                              | Số phiếu                                 | %                                        | ±                                        |
| ---------------------------------------- | ---------------------------------------- | ---------------------------------------- | ---------------------------------------- | ---------------------------------------- | ---------------------------------------- |
|                                          | Cộng hòa                                 | Mark Gordon                              | 136.412                                  | 67,12%                                   | +7,73%                                   |
|                                          | Dân chủ                                  | Mary Throne                              | 55.965                                   | 27,54%                                   | +0,29%                                   |
|                                          | Tự do                                    | Lawrence Struempf                        | 3.010                                    | 1,48%                                    | -0,93%                                   |
| Tổng số phiếu                            | Tổng số phiếu                            | Tổng số phiếu                            | 203.238                                  | 100.00%                                  | N/A                                      |
|                                          | Cộng hòa Giữ ghế                         |                                          |                                          |                                          |                                          |

## Đời tư
Mark Gordon gặp người vợ đầu tiên của mình, Sarah Hildreth Gilmore tại trường Middlebury College. Họ kết hôn vào ngày 7 tháng 3 năm 1981 tại Nhà thờ Second Congregational ở Greenfield, Massachusetts, nơi bố mẹ bà cư trú. Hai người có với nhau hai cô con gái. Năm 1993, bà qua đời trong một vụ tai nạn ô tô. Đến năm 1998, ông gặp người vợ hiện tại của mình, Jennie Muir Young trước đây và họ kết hôn vào năm 2000. Họ cùng nhau sở hữu Trang trại Merlin phía Đông thành phố Buffalo ở quận Johnson, Wyoming. Năm 2009, trang trại của họ đã nhận được giải thưởng Quản lý xuất sắc trong Rangeland của Hiệp hội Quản lý Wyoming. Vào ngày 25 tháng 11 năm 2020, trong trận Đại dịch COVID-19, Mark Gordon đã có kết quả xét nghiệm dương tính với vi rút này vào cùng ngày văn phòng của ông được mở cửa trở lại sau khi một nhân viên của ông đã có kết quả dương tính trước đó. Văn phòng của Gordon tạm thời đóng cửa để xử lý bệnh sau khi ông chẩn đoán.